# Charmed (Fernsehserie)/Episodenliste
Diese Episodenliste enthält alle Episoden der US-amerikanischen Fernsehserie Charmed, sortiert nach der US-amerikanischen Erstausstrahlung. Zwischen 2018 und 2022 entstanden in vier Staffeln insgesamt 72 Episoden mit einer Länge von jeweils etwa 40 Minuten.

## Übersicht
| Staffel | Episodenanzahl | Erstausstrahlung USA | Erstausstrahlung USA | Deutschsprachige Erstveröffentlichung | Deutschsprachige Erstveröffentlichung |
| Staffel | Episodenanzahl | Premiere             | Finale               | Premiere                              | Finale                                |
| ------- | -------------- | -------------------- | -------------------- | ------------------------------------- | ------------------------------------- |
| 1       | 22             | 14. Oktober 2018     | 19. Mai 2019         | 13. Juni 2019                         | 16. August 2019                       |
| 2       | 19             | 11. Oktober 2019     | 1. Mai 2020          | 6. August 2020                        | 22. Oktober 2020                      |
| 3       | 18             | 24. Januar 2021      | 23. Juli 2021        | 11. August 2021                       | 6. Oktober 2021                       |
| 4       | 13             | 11. März 2022        | 10. Juni 2022        | 28. September 2022                    | 5. Januar 2023                        |

## Staffel 1
Die Erstausstrahlung der ersten Staffel war vom 14. Oktober 2018 bis zum 19. Mai 2019 auf dem US-amerikanischen Sender The CW zu sehen. Die deutschsprachige Erstausstrahlung der ersten zwei Episoden sowie von Episode 4 und 5 sendete der Free-TV-Sender sixx am 13. und 20. Juni sowie am 4. und 11. Juli 2019. Episode 3 wurde am 25. Juni 2019 vom Schweizer Sender 3+ und die restlichen Episoden vom 12. Juli bis zum 16. August 2019 vom Schweizer Sender 6+ erstausgestrahlt.
| Nr. (ges.) | Nr. (St.) | Deutscher Titel                | Originaltitel          | Erstausstrahlung USA | Deutschsprachige Erstausstrahlung (D/CH) | Regie               | Drehbuch                                                                                                 | Zuschauer (USA) |
| --- | --------- | ------------------------------ | ---------------------- | -------------------- | ---------------------------------------- | ------------------- | --- | --------------- |
| 1 | 1         | Die Macht der Drei             | Pilot                  | 14. Okt. 2018        | 13. Juni 2019                            | Brad Silberling     | Jessica O’Toole & Amy Rardin Idee: Jessica O’Toole, Amy Rardin, Jennie Snyder Urman & Constance M. Burge | 1,57 Mio.       |
| Eines Nachts kommen Maggie und Mel Vera, aufgrund einer verstörenden Nachricht ihrer Mutter Marisol, nach Hause und stellen fest, dass diese ermordet wurde. Drei Monate später sind die Schwestern entfremdet, da Mel Maggie für Marisols Tod verantwortlich macht und Maggie beschließt, ihr Zuhause zu verlassen, um sich einer Schwesternschaft anzuschließen. Gleichzeitig wird Macy Vaughn, eine Molekulargenetikerin, eingestellt, um an der Hilltowne Universität unter Thaine zu arbeiten, einem Professor, der kürzlich wieder eingestellt wurde, nachdem er wegen sexueller Belästigung angeklagt worden war. Macy stellt sich Maggie und Mel als ihre ältere Halbschwester vor und die drei werden dann von Harry Greenwood, der sich als ihr Wächter des Lichts vorstellt, aufgeklärt, dass sie Hexen sind und dass ihre Mutter vor ihrem Tod versucht hat, den Bindungszauber zu lösen, der ihre Kräfte unterdrückt hatte. Er gibt ihnen 48 Stunden Zeit, um zu entscheiden, ob sie ihre Kräfte annehmen oder zu ihrem ursprünglichen Leben zurückkehren wollen. Nachdem Macy Maggie hilft, einen Dämon von ihrem Ex, Brian, auszutreiben, stellen sie fest, dass alles, was Harry ihnen gesagt hat, wahr ist. Am nächsten Tag wird Mel von Thaine in eine Falle gelockt, die offenbart, dass er in Wirklichkeit der Erzdämon Taydeus ist. Macy, Maggie und Mel sind in der Lage, Taydeus mit der Macht der Drei zu töten, erfahren jedoch, dass er nicht der Dämon ist, der ihre Mutter getötet hat. Später in dieser Nacht findet Mel ein Ouija-Brett, mit dem die Schwestern Marisols Geist kontaktieren. Dabei warnt dieser die Schwestern davor, Harry zu vertrauen. |           |                                |                        |                      |                                          |                     | |                 |
| 2 | 2         | Gespräche mit Geistern         | Let This Mother Out    | 21. Okt. 2018        | 20. Juni 2019                            | Vanessa Parise      | Jessica O’Toole & Amy Rardin                                                                             | 1,32 Mio.       |
| 3 | 3         | Der Vorbote der Hölle          | Sweet Tooth            | 28. Okt. 2018        | 25. Juni 2019                            | Michael A. Allowitz | Joey Falco                                                                                               | 1,13 Mio.       |
| 4 | 4         | Bekämpfe deine Dämonen         | Exorcise Your Demons   | 4. Nov. 2018         | 4. Juli 2019                             | Melanie Mayron      | Marcos Luevanos                                                                                          | 0,96 Mio.       |
| 5 | 5         | Die andere (Frau)              | Other Women            | 11. Nov. 2018        | 11. Juli 2019                            | Amyn Kaderali       | George Northy                                                                                            | 0,95 Mio.       |
| 6 | 6         | Der Geist von Kappa            | Kappa Spirit           | 18. Nov. 2018        | 12. Juli 2019                            | Jeff Byrd           | Emmylou Diaz                                                                                             | 0,96 Mio.       |
| 7 | 7         | Die Sichel des Tartaros        | Out of Scythe          | 25. Nov. 2018        | 19. Juli 2019                            | Jamie Travis        | Sarah Goldfinger                                                                                         | 0,87 Mio.       |
| 8 | 8         | Sarkana                        | Bug a Boo              | 2. Dez. 2018         | 19. Juli 2019                            | Vanessa Parise      | Zoe Marshall                                                                                             | 0,93 Mio.       |
| 9 | 9         | Das Amulett der Erzengel       | Jingle Hell            | 9. Dez. 2018         | 19. Juli 2019                            | Michael Lange       | Jessica O’Toole & Amy Rardin                                                                             | 0,94 Mio.       |
| 10 | 10        | Ruhe bewahren und Harry retten | Keep Calm and Harry On | 20. Jan. 2019        | 26. Juli 2019                            | Vanessa Parise      | Allyssa Lee                                                                                              | 0,82 Mio.       |
| 11 | 11        | Das Teufelsintervall           | Witch Perfect          | 27. Jan. 2019        | 26. Juli 2019                            | Gina Rodriguez      | Natalia Fernandez                                                                                        | 0,88 Mio.       |
| 12 | 12        | Die Nekromantin                | You’re Dead to Me      | 17. Feb. 2019        | 26. Juli 2019                            | Brad Silberling     | Michael Reisz                                                                                            | 0,77 Mio.       |
| 13 | 13        | Feenstaub                      | Manic Pixie Nightmare  | 3. März 2019         | 2. Aug. 2019                             | Melanie Mayron      | Jessica O’Toole & Amy Rardin                                                                             | 0,74 Mio.       |
| 14 | 14        | Engelsbrüder                   | Touched by a Demon     | 10. März 2019        | 2. Aug. 2019                             | Stuart Gillard      | Joey Falco                                                                                               | 0,74 Mio.       |
| 15 | 15        | Versteinert und vertauscht     | Switches and Stones    | 17. März 2019        | 2. Aug. 2019                             | Claudia Yarmy       | George Northy                                                                                            | 0,65 Mio.       |
| 16 | 16        | Memento Mori                   | Memento Mori           | 24. März 2019        | 9. Aug. 2019                             | Norman Buckley      | Emmylou Diaz                                                                                             | 0,59 Mio.       |
| 17 | 17        | Selbstaufgabe                  | Surrender              | 31. März 2019        | 9. Aug. 2019                             | Megan Follows       | Sarah Goldfinger                                                                                         | 0,70 Mio.       |
| 18 | 18        | Tessa                          | The Replacement        | 21. Apr. 2019        | 9. Aug. 2019                             | Greg Beeman         | Zoe Marshall & Marcos Luevanos                                                                           | 0,67 Mio.       |
| 19 | 19        | Der Dolch des Ursprungs        | Source Material        | 28. Apr. 2019        | 16. Aug. 2019                            | Stuart Gillard      | Natalia Fernandez & Allyssa Lee                                                                          | 0,71 Mio.       |
| 20 | 20        | Die letzten Weisen             | Ambush                 | 5. Mai 2019          | 16. Aug. 2019                            | Jeff Byrd           | Mia Katherine Iverson                                                                                    | 0,60 Mio.       |
| 21 | 21        | Roter Regen                    | Red Rain               | 12. Mai 2019         | 16. Aug. 2019                            | Anya Adams          | Michael Reisz                                                                                            | 0,63 Mio.       |
| 22 | 22        | Die Quelle erwacht             | The Source Awakens     | 19. Mai 2019         | 16. Aug. 2019                            | Vanessa Parise      | Jessica O’Toole, Amy Rardin & Carter Covington                                                           | 0,59 Mio.       |

## Staffel 2
Die Erstausstrahlung der zweiten Staffel war vom 11. Oktober 2019 bis zum 1. Mai 2020 auf dem US-amerikanischen Sender The CW zu sehen. Die deutschsprachige Erstausstrahlung sendete der deutsche Free-TV-Sender sixx vom 13. August bis zum 29. Oktober 2020, wobei die Folgen bereits eine Woche vorher auf sixx.de und dem  Streaminganbieter Joyn veröffentlicht wurden.
| Nr. (ges.) | Nr. (St.) | Deutscher Titel                                         | Originaltitel                            | Erstausstrahlung USA | Deutschsprachige Erstveröffentlichung (D/A/CH) | Regie               | Drehbuch                                            | Zuschauer (USA) |
| ---------- | --------- | ------------------------------------------------------- | ---------------------------------------- | -------------------- | ---------------------------------------------- | ------------------- | --------------------------------------------------- | --------------- |
| 23         | 1         | Hexenverfolgung                                         | Safe Space                               | 11. Okt. 2019        | 6. Aug. 2020                                   | Stuart Gillard      | Liz Kruger & Craig Shapiro                          | 0,65 Mio.       |
| 24         | 2         | Dinge, die man in Seattle machen kann, wenn man tot ist | Things to Do in Seattle When You’re Dead | 18. Okt. 2019        | 13. Aug. 2020                                  | Nick Gomez          | Joey Falco                                          | 0,73 Mio.       |
| 25         | 3         | Der Großfürst der Dämonen                               | Careful What You Witch For               | 25. Okt. 2019        | 20. Aug. 2020                                  | Gina Lamar          | Nicki Renna                                         | 0,73 Mio.       |
| 26         | 4         | Alpha                                                   | Deconstructing Harry                     | 1. Nov. 2019         | 27. Aug. 2020                                  | Ken Fink            | Natalia Fernandez & Jeffrey Lieber                  | 0,66 Mio.       |
| 27         | 5         | Die Wahrheit in dir                                     | The Truth About Kat and Dogs             | 8. Nov. 2019         | 3. Sep. 2020                                   | Tessa Blake         | Johanna Lee                                         | 0,58 Mio.       |
| 28         | 6         | Wenn es funkt                                           | When Sparks Fly                          | 15. Nov. 2019        | 10. Sep. 2020                                  | Brandi Bradburn     | Jessica O’Toole & Amy Rardin                        | 0,66 Mio.       |
| 29         | 7         | Vergangenheit ist Gegenwart                             | Past Is Present                          | 22. Nov. 2019        | 17. Sep. 2020                                  | PJ Pesce            | Natalia Fernandez & Blake Taylor Idee: Blake Taylor | 0,77 Mio.       |
| 30         | 8         | Bluthochzeit                                            | The Rules of Engagement                  | 6. Dez. 2019         | 17. Sep. 2020                                  | Kelli Williams      | Zoe Marshall                                        | 0,61 Mio.       |
| 31         | 9         | Rat mal, wer zu Besuch kommt                            | Guess Who’s Coming to SafeSpace Seattle  | 17. Jan. 2020        | 24. Sep. 2020                                  | Michael Goi         | Carolyn Townsend                                    | 0,65 Mio.       |
| 32         | 10        | Der Fluch                                               | Curse Words                              | 24. Jan. 2020        | 24. Sep. 2020                                  | Doug Aarniokoski    | Aziza Aba Butain & Joey Falco                       | 0,59 Mio.       |
| 33         | 11        | Der Dämonenparasit                                      | Dance Like No One Is Witching            | 31. Jan. 2020        | 1. Okt. 2020                                   | Michael A. Allowitz | Christina Piña & Nicki Renna                        | 0,62 Mio.       |
| 34         | 12        | Verdrängung                                             | Needs to Know                            | 7. Feb. 2020         | 1. Okt. 2020                                   | Jeff Byrd           | Johanna Lee, Jessica O’Toole & Amy Rardin           | 0,57 Mio.       |
| 35         | 13        | Teufelskreis                                            | Breaking the Cycle                       | 21. Feb. 2020        | 8. Okt. 2020                                   | Joseph E. Gallagher | Blake Taylor                                        | 0,60 Mio.       |
| 36         | 14        | Das Experiment                                          | Sudden Death                             | 28. Feb. 2020        | 8. Okt. 2020                                   | Stacey N. Harding   | Tommy Cook & Jeffrey Lieber                         | 0,62 Mio.       |
| 37         | 15        | Drei Alpträume                                          | Third Time’s the Charm                   | 27. März 2020        | 15. Okt. 2020                                  | Stuart Gillard      | Carolyn Townsend                                    | 0,60 Mio.       |
| 38         | 16        | Der Feind meines Feindes                                | The Enemy of My Frenemy                  | 3. Apr. 2020         | 15. Okt. 2020                                  | Felix Alcala        | Bianca Sams                                         | 0,57 Mio.       |
| 39         | 17        | Rettungskommando                                        | Search Party                             | 10. Apr. 2020        | 22. Okt. 2020                                  | Craig Shapiro       | Aziza Aba Butain & Nicki Renna                      | 0,71 Mio.       |
| 40         | 18        | Die Wut loslassen                                       | Don’t Look Back in Anger                 | 17. Apr. 2020        | 22. Okt. 2020                                  | Rupert Evans        | Joey Falco & Zoe Marshall                           | 0,62 Mio.       |
| 41         | 19        | Der Eroberer                                            | Unsafe Space                             | 1. Mai 2020          | 22. Okt. 2020                                  | Joseph E. Gallagher | Jessica O’Toole, Amy Rardin & Christina Piña        | 0,58 Mio.       |

## Staffel 3
Die Erstausstrahlung der dritten Staffel war vom 24. Januar bis zum 23. Juli 2021 auf dem US-amerikanischen Sender The CW zu sehen. Die deutschsprachige Erstausstrahlung sendete der Schweizer Sender 5+ vom 11. August bis zum 6. Oktober 2021.
| Nr. (ges.) | Nr. (St.) | Deutscher Titel                     | Originaltitel                                       | Erstausstrahlung USA | Deutschsprachige Erstausstrahlung (CH) | Regie               | Drehbuch                                  | Zuschauer (USA) |
| ---------- | --------- | ----------------------------------- | --------------------------------------------------- | -------------------- | -------------------------------------- | ------------------- | ----------------------------------------- | --------------- |
| 42         | 1         | Eine unbequeme Wahrheit             | An Inconvenient Truth                               | 24. Jan. 2021        | 11. Aug. 2021                          | Stuart Gillard      | Natalia Fernandez                         | 0,46 Mio.       |
| 43         | 2         | Jemand wird sterben                 | Someone’s Going to Die                              | 31. Jan. 2021        | 11. Aug. 2021                          | Menhaj Huda         | Jeffrey Lieber & Carrie Williams          | 0,42 Mio.       |
| 44         | 3         | Triage                              | Triage                                              | 14. Feb. 2021        | 18. Aug. 2021                          | PJ Pesce            | Liz Kruger & Craig Shapiro                | 0,37 Mio.       |
| 45         | 4         | Berühren verboten                   | You Can’t Touch This                                | 21. Feb. 2021        | 18. Aug. 2021                          | Bola Ogun           | Joey Falco & Geraldine Elizabeth Inoa     | 0,30 Mio.       |
| 46         | 5         | Die innere Stimme                   | Yew Do You                                          | 28. Feb. 2021        | 25. Aug. 2021                          | James Genn          | Johanna Lee & Christina Piña              | 0,34 Mio.       |
| 47         | 6         | Erzfeind Nummer eins                | Private Enemy No. 1                                 | 14. März 2021        | 25. Aug. 2021                          | James Genn          | Aziza Aba Butain & Nikki Renna            | 0,40 Mio.       |
| 48         | 7         | Das Monstergefängnis                | Witch Way Out                                       | 21. März 2021        | 1. Sep. 2021                           | Menhaj Huda         | Natalia Fernandez & Carolyn Townsend      | 0,32 Mio.       |
| 49         | 8         | Täuschungsmanöver                   | O, The Tangled Web                                  | 28. März 2021        | 1. Sep. 2021                           | Geary McLeod        | Sidney Quashie & Bianca Sams              | 0,33 Mio.       |
| 50         | 9         | Unbekannt Verwandtschaft            | No Hablo Brujeria                                   | 11. Apr. 2021        | 8. Sep. 2021                           | Rupert Evans        | Geraldine Elizabeth Inoa & Jeffrey Lieber | 0,34 Mio.       |
| 51         | 10        | Die Perfecti                        | Bruja-Ha                                            | 18. Apr. 2021        | 8. Sep. 2021                           | Joseph E. Gallagher | Joey Falco & Blake Taylor                 | 0,43 Mio.       |
| 52         | 11        | Vorsicht mit deinen Wünschen        | Witchful Thinking                                   | 7. Mai 2021          | 15. Sep. 2021                          | Ken Fink            | Natalia Fernandez & Johanna Lee           | 0,36 Mio.       |
| 53         | 12        | Spektrale Heilung                   | Spectral Healing                                    | 14. Mai 2021         | 15. Sep. 2021                          | Jacquie Gould       | Tommy Cook & Nicki Renna                  | 0,40 Mio.       |
| 54         | 13        | Chaotische Wesen                    | Chaos Theory                                        | 21. Mai 2021         | 22. Sep. 2021                          | Ken Fink            | Aziza Aba Butain & Sidney Quashie         | 0,36 Mio.       |
| 55         | 14        | Durchschaue deinen Gegner           | Perfecti Is the Enemy of Good                       | 11. Juni 2021        | 22. Sep. 2021                          | Joseph E. Gallagher | Christina Piña & Carolyn Townsend         | 0,39 Mio.       |
| 56         | 15        | Apokalyptische Zukunft              | Schrodinger’s Future                                | 18. Juni 2021        | 29. Sep. 2021                          | Stuart Gillard      | Bianca Sams & Blake Taylor                | 0,41 Mio.       |
| 57         | 16        | Das Konstrukt von Wahrheit und Lüge | What to Expect When You’re Expecting the Apocalypse | 25. Juni 2021        | 29. Sep. 2021                          | Joseph E. Gallagher | Joey Falco & Carrie Williams              | 0,36 Mio.       |
| 58         | 17        | Geheime Nachricht                   | The Storm Before the Calm                           | 16. Juli 2021        | 6. Okt. 2021                           | Geoff Shotz         | Jeffrey Lieber & Sidney Quashie           | 0,42 Mio.       |
| 59         | 18        | Ich hatte einen Traum …             | I Dreamed a Dream…                                  | 23. Juli 2021        | 6. Okt. 2021                           | Stuart Gillard      | Liz Kruger & Craig Shapiro                | 0,43 Mio.       |

## Staffel 4
Die Erstausstrahlung der vierten Staffel war vom 11. März bis zum 10. Juni 2022 auf dem US-amerikanischen Sender The CW zu sehen. Die deutschsprachige Erstausstrahlung der ersten sieben Folgen sendete der Schweizer Sender 5+ vom 28. September bis zum 9. November 2022. Die restlichen Episoden wurden vom 29. Dezember 2022 bis zum 5. Januar 2023 vom österreichischen Sender ATV erstausgestrahlt.
| Nr. (ges.) | Nr. (St.) | Deutscher Titel                              | Originaltitel                            | Erstausstrahlung USA | Deutschsprachige Erstausstrahlung (CH/A) | Regie               | Drehbuch                          | Zuschauer (USA) |
| ---------- | --------- | -------------------------------------------- | ---------------------------------------- | -------------------- | ---------------------------------------- | ------------------- | --------------------------------- | --------------- |
| 60         | 1         | Absolut nicht die Richtige                   | Not That Girl                            | 11. März 2022        | 28. Sep. 2022                            | Kevin Dowling       | Aziza Aba Butain & Jeffrey Lieber | 0,40 Mio.       |
| 61         | 2         | Du kannst nicht mehr nach Hause              | You Can’t Go Home Again                  | 18. März 2022        | 5. Okt. 2022                             | Liz Kruger          | Liz Kruger & Blake Taylor         | 0,45 Mio.       |
| 62         | 3         | Vom Pech verfolgt                            | Unlucky Charmed                          | 25. März 2022        | 12. Okt. 2022                            | Stuart Gillard      | Nicki Renna                       | 0,30 Mio.       |
| 63         | 4         | Alleinflug                                   | Ripples                                  | 1. Apr. 2022         | 19. Okt. 2022                            | Joseph E. Gallagher | Tommy Cook & Carolyn Townsend     | 0,36 Mio.       |
| 64         | 5         | Die Schwesternschaft des reisenden Sandwichs | The Sisterhood of the Traveling Sandwich | 8. Apr. 2022         | 26. Okt. 2022                            | Rupert Evans        | Joey Falco                        | 0,36 Mio.       |
| 65         | 6         | Der Tallyman komme                           | The Tallyman Cometh                      | 15. Apr. 2022        | 2. Nov. 2022                             | Keesha Sharp        | Sidney Quashie                    | 0,31 Mio.       |
| 66         | 7         | Katzen und Elefanten                         | Cats and Camels and Elephants, Oh My…    | 29. Apr. 2022        | 9. Nov. 2022                             | Jem Garrard         | Jeffrey Lieber & Christina Piña   | 0,33 Mio.       |
| 67         | 8         | Enthüllt                                     | Unveiled                                 | 6. Mai 2022          | 29. Dez. 2022                            | Jackeline Tejada    | Bianca Sams                       | 0,35 Mio.       |
| 68         | 9         | Das Geheimnis der Schale                     | Truth or Cares                           | 13. Mai 2022         | 30. Dez. 2022                            | Eduardo Sánchez     | Carolyn Townsend                  | 0,34 Mio.       |
| 69         | 10        | Das Verlorene                                | Hashing It Out                           | 20. Mai 2022         | 2. Jan. 2023                             | Joseph E. Gallagher | Carrie Williams                   | 0,30 Mio.       |
| 70         | 11        | Divine Secrets of the O.G. Sisterhood        | Divine Secrets of the O.G. Sisterhood    | 27. Mai 2022         | 3. Jan. 2023                             | Paul Wu             | Joey Falco & Ivy Malone           | 0,31 Mio.       |
| 71         | 12        | Bitte zurückspulen                           | Be Kind. Rewind.                         | 3. Juni 2022         | 4. Jan. 2023                             | Stuart Gillard      | Blake Taylor                      | 0,36 Mio.       |
| 72         | 13        | Das Ende ist nie das Ende                    | The End Is Never the End                 | 10. Juni 2022        | 5. Jan. 2023                             | Kevin Dowling       | Jeffrey Lieber & Nicki Renna      | 0,39 Mio.       |

## Zuschauerzahlen
| Staffel | Staffel   | Episodennummer | Episodennummer | Episodennummer | Episodennummer | Episodennummer | Episodennummer | Episodennummer | Episodennummer | Episodennummer | Episodennummer | Episodennummer | Episodennummer | Episodennummer | Episodennummer | Episodennummer | Episodennummer | Episodennummer | Episodennummer | Episodennummer | Episodennummer | Episodennummer | Episodennummer |
| Staffel | Staffel   | 1              | 2              | 3              | 4              | 5              | 6              | 7              | 8              | 9              | 10             | 11             | 12             | 13             | 14             | 15             | 16             | 17             | 18             | 19             | 20             | 21             | 22             |
| ------- | --------- | -------------- | -------------- | -------------- | -------------- | -------------- | -------------- | -------------- | -------------- | -------------- | -------------- | -------------- | -------------- | -------------- | -------------- | -------------- | -------------- | -------------- | -------------- | -------------- | -------------- | -------------- | -------------- |
|         | Staffel 1 | 1,569          | 1,323          | 1,134          | 0,959          | 0,948          | 0,957          | 0,869          | 0,929          | 0,939          | 0,816          | 0,884          | 0,774          | 0,738          | 0,739          | 0,65           | 0,589          | 0,697          | 0,666          | 0,711          | 0,584          | 0,627          | 0,589          |
|         | Staffel 2 | 0,649          | 0,732          | 0,731          | 0,659          | 0,582          | 0,657          | 0,767          | 0,606          | 0,651          | 0,59           | 0,616          | 0,57           | 0,6            | 0,619          | 0,6            | 0,574          | 0,708          | 0,621          | 0,581          | N/A            | N/A            | N/A            |
|         | Staffel 3 | 0,462          | 0,417          | 0,368          | 0,296          | 0,336          | 0,396          | 0,316          | 0,327          | 0,344          | 0,431          | 0,364          | 0,404          | 0,357          | 0,392          | 0,413          | 0,359          | 0,418          | 0,428          | N/A            | N/A            | N/A            | N/A            |
|         | Staffel 4 | 0,402          | 0,453          | 0,296          | 0,361          | 0,362          | 0,311          | 0,327          | 0,345          | 0,336          | 0,304          | 0,308          | 0,357          | 0,393          | N/A            | N/A            | N/A            | N/A            | N/A            | N/A            | N/A            | N/A            | N/A            |